# Dr. Ring-Ding

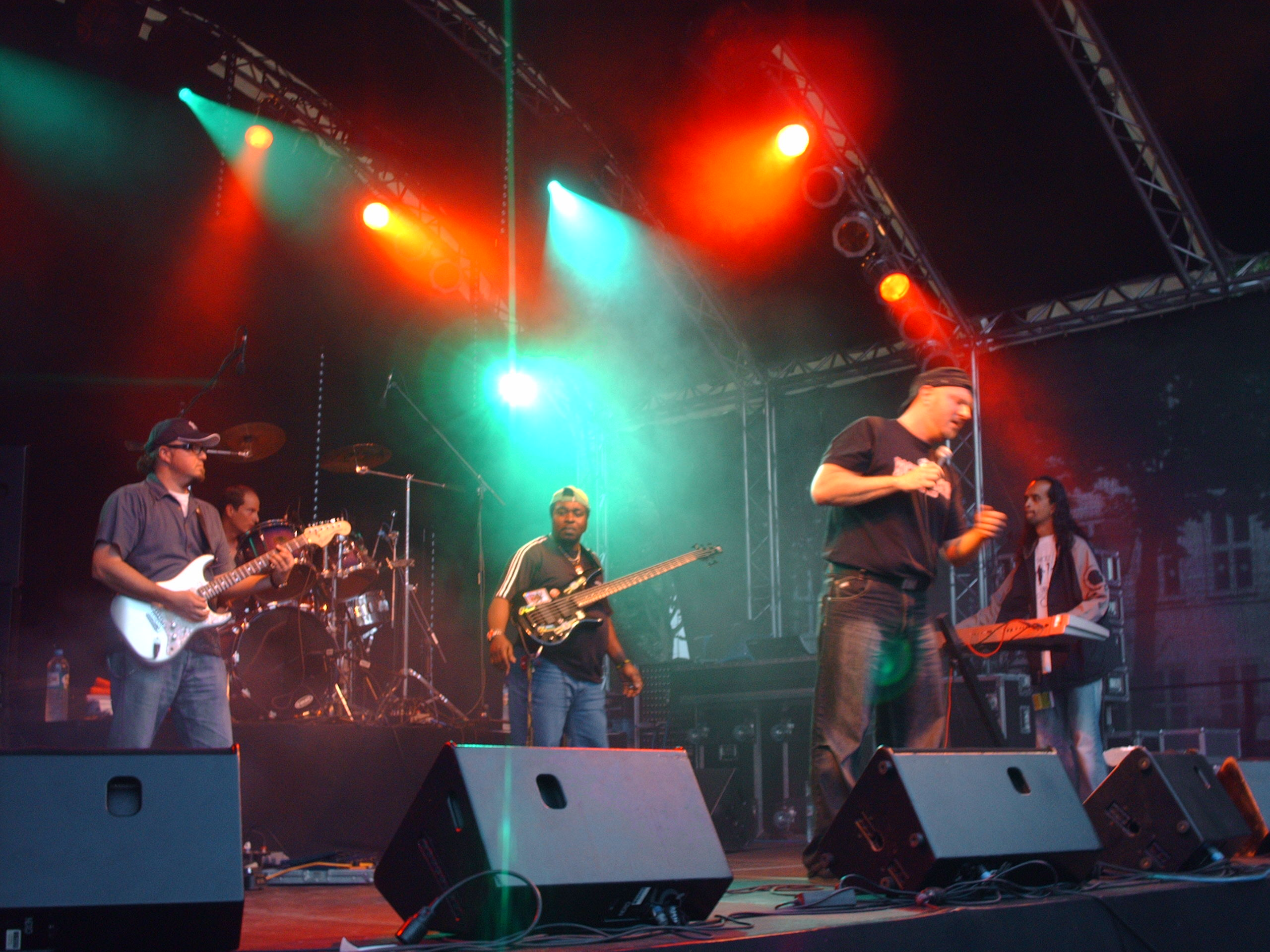
Dr. Ring Ding mit Band

Dr. Ring-Ding, mit bürgerlichem Namen Richard Alexander Jung (* 2. Juni 1970 in Münster), ist ein deutscher Ska-, Reggae- und Dancehall-Künstler.

## Leben und Karriere

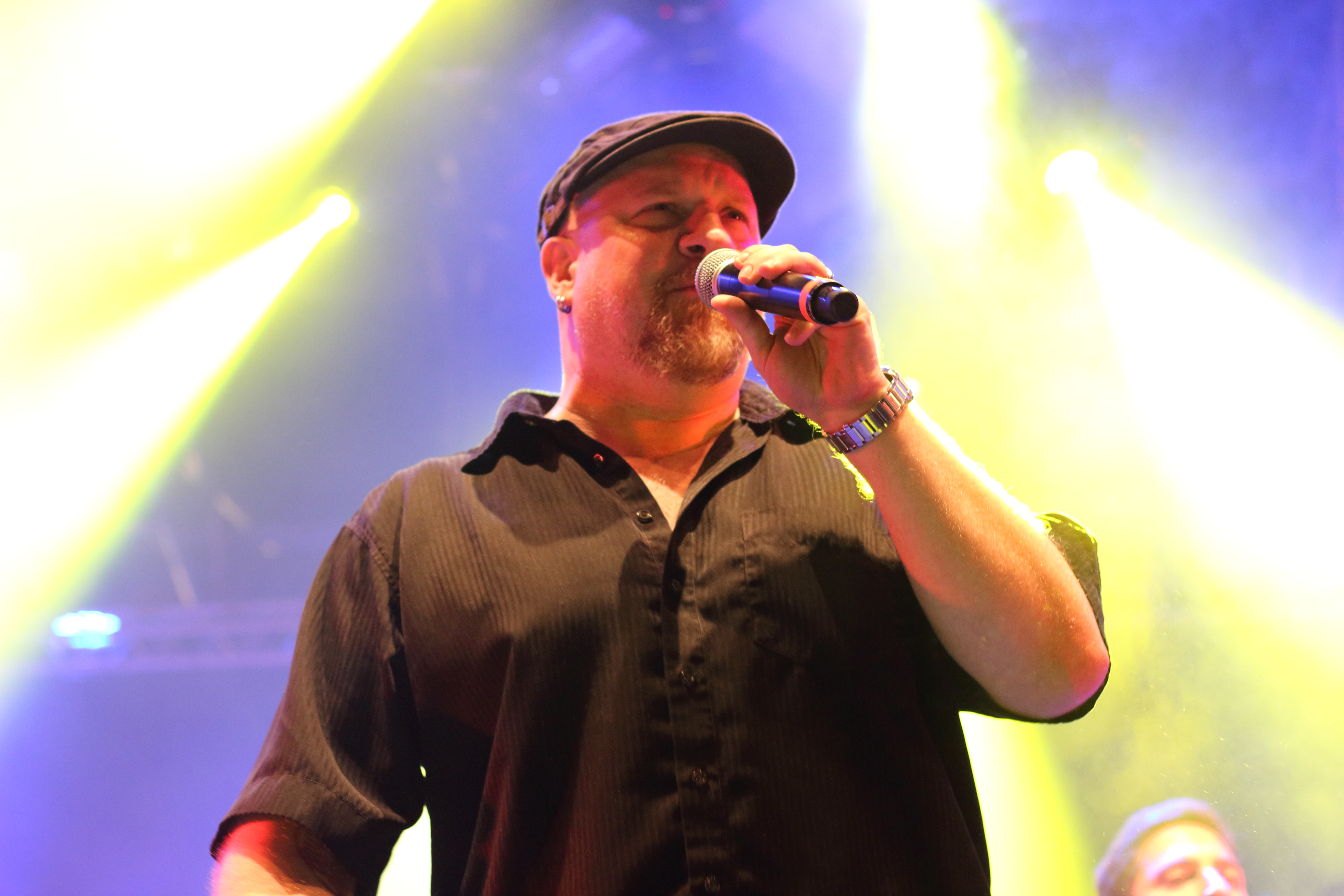
Richie Alexander mit The Busters am PictureOn 2014

Jung lebt in Deutschland, verbrachte jedoch einen Teil seiner Kindheit in Frankreich, dem Heimatland seiner Mutter. Im Alter von sechs Jahren begann er Blockflöte zu spielen und wechselte später zu Trompete und Posaune. Jung spielte von 1981 bis 1989 im Posaunenchor der Markus-Kirchengemeinde in Münster. Er ging von 1980 bis 1989 auf das Pascal-Gymnasium in Münster, wo er 1989 mit Abitur abschloss.
1987 trat er der Ska-Band El Bosso & die Ping-Pongs unter dem Namen Prof. Richie Senior als Posaunist und zweiter Frontmann bei. Weihnachten 1992 gründete er die Band Dr. Ring-Ding & The Senior Allstars, die sich im Oktober 2002 auflöste. Dr. Ring Ding ist u. a. bekannt für seinen in typisch jamaikanischem Stil gehaltenen Sprechgesang, Toasting genannt.
Bekannt ist Dr. Ring Ding auch für Ska- und Reggae-Projekte mit Szenegrößen der ersten Stunde, wie z. B. Lord Tanamo, Doreen Shaffer und den Skatalites. Größere Bekanntheit erlangte Dr. Ring-Ding im Frühjahr 2000 mit seiner Kollaboration mit der deutschen Crossover-Band H-Blockx und ihrer Coverversion des Johnny-Cash-Klassikers Ring of Fire.
Richard Jung arbeitete als Moderator für den WDR, ist als Produzent und Studiomusiker für verschiedene Bands tätig. Mit Mitgliedern der Rotterdam Ska-Jazz Foundation formierte er „Kingston Kitchen“, die auf ihrem Album Today’s Special eine Mischung aus traditionellem Ska, Blues und Swing präsentiert.
Zwischen 2013 und 2020 war Dr. Ring-Ding unter dem Namen Richie Alexander als Sänger festes Mitglied der Ska-Band The Busters.

## Diskografie

### Dr. Ring Ding & The Senior Allstars
- 1995: Dandimite (Pork Pie)
- 1997: Ram Di Dance (Grover Records)
- 1999: Diggin’ Up Dirt (Grover Records)
- 2001: Big Up (Grover Records)
- 2001: Pick Up The Pieces (Grover Records)
- 2002: Golden Gate (Grover Records)

### Dr. Ring Ding & The Senior Allstars (als Begleitband)
- 1997: Doreen Shaffer Adorable (Grover Records)
- 2000: Lord Tanamo Best Place in The World (Grover Records)

### Dr. Ring Ding Ska-Vaganza
- 2012: Piping Hot (Pork Pie (CD) / Buenritmo (LP))
- 2015: Bingo Bongo (Pork Pie)

### Dr. Ring Ding solo und in anderen Besetzungen
- 1996: Dr. Ring Ding meets H.P. Setter Big T’ings (T'Bwana)
- 2000: H-Blockx vs. Dr. Ring Ding Ring of Fire
- 2005: Dub Guerilla Dub Guerilla (Enja / E19)
- 2007: Kingston Kitchen Today’s Special (Megalith)
- 2007: Back And Forth (Jump Up Records)
- 2007: Nice Again (Kingstone Records)
- 2014: Dr. Ring Ding & Kingston Rudieska Ska ’n Seoul (Rudie System)
- 2014: Dr. Ring Ding with Sharp Axe Band and Friends Gwaan (& March Forth) (Gecko Rex / Flat Daddy)
- 2014: Dr. Ring Ding meets Dreadsquad Dig It All (Gecko Rex / Flat Daddy / Superfly)
- 2015: Once A Year (Pork Pie)
- 2020: The Remedy Pork Pie (Broken Silence)